# Igrzyska Wspólnoty Narodów Młodzieży 2011
Igrzyska Wspólnoty Narodów Młodzieży 2011 – czwarte Igrzyska Wspólnoty Narodów młodzieży, multidyscyplinarne zawody sportowe dla osób pomiędzy trzynastym a osiemnastym rokiem życia reprezentujących kraje należące do Wspólnoty Narodów, które odbyły się w Douglas na wyspie Man w dniach 8–12 września 2011 roku. Oficjalnego otwarcia igrzysk dokonał 8 września Edward, hrabia Wesseksu, w ciągu kolejnych trzech dni rozstrzygnęła się rywalizacja sportowa, 12 września zaś odbyła się ceremonia zamknięcia igrzysk wieńcząca przygotowany przez organizatorów dzień kulturalny. W zawodach wystartowało 804 sportowców obojga płci reprezentujących 63 kraje, a w klasyfikacji medalowej zwyciężyła Anglia.

## Wybór gospodarza
Wyspa Man – Dependencja korony brytyjskiej – otrzymała prawo organizacji IV Igrzysk Wspólnoty Narodów Młodzieży podczas sesji Commonwealth Games Federation, która odbyła się w Melbourne w dniach 7–8 kwietnia 2005 roku. Zgodnie z czteroletnim harmonogramem igrzyska te powinny odbyć się w roku 2012, zostały jednak decyzją CGF przesunięte o rok wcześniej, aby uniknąć kolizji terminów z Letnimi Igrzyskami Olimpijskimi. Na wybór wyspy Man miały wpływ zakończone sukcesem organizacje dwóch edycji Island Games, w 1985 i 2001, wsparcie rządu oraz tendencja do wyznaczania gospodarza sposród mniejszych krajów, które nie mają realnych szans na goszczenie seniorskich Igrzysk Wspólnoty Narodów.
Wyspa Man bezskutecznie ubiegała się o organizację igrzysk w 2008 roku, które ostatecznie otrzymało indyjskie Pune.
Zgodnie z tradycją symboliczne przekazanie organizacji igrzysk odbyło się podczas ceremonii zamknięcia poprzedniej edycji poprzez akceptację przez reprezentantów Wyspy Man symbolu igrzysk, którym jest Quaich.

## Finansowanie i wolontariat
Budżet igrzysk wyniósł 1,7 miliona funtów szterlingów, w większości pokrytych przez rząd – bezpośrednio oraz za pośrednictwem wyspecjalizowanych agencji (IOM Sport, IOM Arts Council). Warunkiem otrzymania tego finansowania było zobowiązanie organizatorów do pozyskania 200 tysięcy funtów w formie sponsoringu – dziesięć lokalnych przedsiębiorstw zostało oficjalnymi partnerami igrzysk przekazując po 20 tysięcy funtów. Sponsorami zostały zaś przedsiębiorstwa, które przekazały sprzęt lub świadczyły usługi na rzecz igrzysk. Dodatkowo rząd przeznaczył fundusze na renowację King George V Bowl.
Przy ograniczonym budżecie większość pracy przy organizacji i funkcjonowaniu zawodów została wykonana przez wolontariuszy, proces ich rekrutacji rozpoczął się zatem dwa lata przed rozpoczęciem igrzysk. Organizatorzy szacowali, iż do sprawnego przeprowadzenia zawodów potrzebnych jest około 1200 osób – pełniących rolę łączników z przybyłymi reprezentacjami, służb utrzymania czystości, sędziów w zawodach sportowych, występujących w roli maskotki igrzysk lub podczas ceremonii otwarcia, utrzymujących strony w serwisach społecznościowych (Twitter, Facebook), a także wyspecjalizowanych, jak kierowcy, służby medyczne czy fizjoterapeuci. Dla wolontariuszy został wydany specjalny podręcznik. Ogółem zgłosiło się 919 osób do zadań ogólnych, 390 pełniących role arbitrów oraz 57 przeszkolonych medycznie.
Tęczowa armia, nazwana tak od różnych kolorów koszulek w zależności od wykonywanych zadań, zyskała uznanie ze strony hrabiego Wessex, premiera Jamesa Browna oraz społeczności wyspy, która przyznała jej nagrodę za najlepszą pracę zespołową (Award for Teamwork), zaś koordynatorka tej grupy otrzymała wyróżnienie dla wolontariusza roku podczas gali Isle of Man Newspapers Awards for Excellence.

## Dyscypliny
W programie igrzysk zgodnie z wytycznymi Commonwealth Games Federation miało znaleźć się sześć do ośmiu dyscyplin, w tym jeden sport drużynowy, nie było natomiast dyscyplin obowiązkowych. Wybierając je brano pod uwagę istniejącą infrastrukturę i możliwości danego związku, liczbę wykwalifikowanych miejscowych arbitrów, potencjał sponsorski, możliwość realizacji transmisji telewizyjnych oraz przewidywaną liczbę uczestników, zarówno ze strony organizatora, jak i pozostałych członków Wspólnoty Narodów. Według tych kryteriów wytypowano sześć dyscyplin, siódmą zaś – boks – zaproponowała CGF jako sport uprawiany w każdym kraju członkowskim.
- Badminton  (szczegóły)
- Boks  (szczegóły)
- Gimnastyka sportowa  (szczegóły)
- Kolarstwo szosowe  (szczegóły)
- Lekkoatletyka  (szczegóły)
- Pływanie  (szczegóły)
- Rugby 7  (szczegóły)

## Uczestnicy
Organizatorzy zakładali występ maksymalnie tysiąca sportowców. Przysługujące miejsca zostały zatem rozdzielone proporcjonalnie do liczby zawodników, których dane państwo wystawiło podczas Igrzysk Wspólnoty Narodów 2006, przy założeniu dla każdego z nich minimum łącznie czworga sportowców obojga płci. W związku z wycofaniem się kilku krajów przydzielone im miejsca zostały rozdzielone pomiędzy pozostałych uczestników igrzysk.
| - Anglia (78) - Anguilla (5) - Antigua i Barbuda (6) - Australia (87) - Bahamy (4) - Bangladesz (4) - Barbados (13) - Belize (4) - Bermudy (8) - Botswana (8) - Brunei (3) - Brytyjskie Wyspy Dziewicze (5) - Cypr (11) - Dominika (4) - Falklandy (5) - Gambia (4) - Gibraltar (5) - Grenada (4) - Guernsey (8) - Gujana (7) - Indie (20) - Irlandia Północna (19) | - Jamajka (11) - Jersey (7) - Kajmany (4) - Kamerun (5) - Kanada (56) - Kenia (19) - Kiribati (6) - Malawi (3) - Malediwy (4) - Malezja (18) - Malta (5) - Mauritius (5) - Mozambik (3) - Namibia (8) - Nauru (3) - Niue (6) - Nowa Zelandia (29) - Pakistan (4) - Papua-Nowa Gwinea (7) - Południowa Afryka (54) - Rwanda (4) - Saint Kitts i Nevis (3) | - Saint Lucia (5) - Saint Vincent i Grenadyny (4) - Samoa (3) - Seszele (7) - Sierra Leone (3) - Singapur (6) - Sri Lanka (25) - Suazi (4) - Szkocja (50) - Tonga (4) - Trynidad i Tobago (22) - Turks i Caicos (3) - Uganda (11) - Walia (32) - Wyspa Man (33) - Wyspa Świętej Heleny, Wyspa Wniebowstąpienia i Tristan da Cunha (4) - Wyspy Cooka (3) - Wyspy Salomona (3) - Zambia (6) |

## Symbole igrzysk

### Maskotka
Maskotką igrzysk został kot miejscowej rasy Manx, stworzony przez mieszkającego w Douglas grafika i animatora, Andrew Martina. W wyniku przeprowadzonego konkursu nazwano ją Tosha, co w języku manx oznacza pierwszy i być pierwszym, a autorką zwycięskiej propozycji była Vicki Skellorn z miejscowości Ramsey.
Prócz podstawowego, powstało jeszcze siedem dodatkowych wizerunków Toshy – po jednym dla każdego z rozgrywanych sportów – i pojawiły się one na materiałach promocyjnych igrzysk, w formie pluszowych zabawek, a także na gadżetach, takich jak breloczki i kubki.
Dodatkowo Isle of Man Post Office wydał zestaw ośmiu znaczków oraz dwie Koperty Pierwszego Dnia Obiegu. Za pośrednictwem tego urzędu Isle of Man Treasury dystrybuował natomiast okolicznościową monetę dwufuntową z logo igrzysk oraz podobiznami Toshy i Lord of Mann – Elżbiety II.

### Logo
Logo stworzyło przedsiębiorstwo Satsu Design z siedzibą w Peel, symbolizować miało ono energię, witalność, ruch i czas. Przedsiębiorstwo było również odpowiedzialne za stworzenie strony internetowej igrzysk oraz materiałów promocyjnych.

### Hymn
Zamówiony przez Isle of Man Arts Council utwór Reach Higher został napisany i wykonany przez Davy Knowlesa – urodzonego i wychowanego na wyspie muzyka blues rockowego. Został on wydany zarówno w formie singla CD, jak i digital download.

## Obiekty
Zawody kolarskie były rozgrywane na ulicach Douglas, ze startem i metą na Douglas Promenade lub na torze wyścigowym, na którym rozgrywany jest Isle of Man TT, pozostałe dyscypliny zaś były rozgrywane w następujących obiektach:
- National Sports Centre – pływanie, badminton, lekkoatletyka
- King George V Bowl – rugby 7
- Villa Marina – boks
- Manx Gymnastic Centre of Excellence – gimnastyka juniorek
- Ellan Vannin Gymnastics Centre – gimnastyka juniorów.

## Przebieg zawodów
Igrzyska odbyły się w dniach 8–12 września 2011 roku. Sportowcy rywalizowali pomiędzy 8 a 11 września, na 12 września natomiast zaplanowano dzień kulturalny oraz ceremonię zamknięcia. Ceny biletów normalnych wynosiły 6–10 funtów w zależności od obiektu, czasu i dyscypliny, jedynie wejściówka na ceremonię otwarcia kosztowała 15 GBP.

### Kalendarz
| Wrzesień 2011                   | 8 Cz | 9 Pt | 10 So | 11 N | 12 Pn | Ogółem |
| ------------------------------- | ---- | ---- | ----- | ---- | ----- | ------ |
| Badminton (szczegóły)           |      | ●    | ●     | 5    |       | 5      |
| Boks (szczegóły)                | ●    | ●    | ●     | 8    |       | 8      |
| Gimnastyka sportowa (szczegóły) |      | 2    | 2     | 10   |       | 14     |
| Kolarstwo szosowe (szczegóły)   |      | 4    | 4     | 2    |       | 10     |
| Lekkoatletyka (szczegóły)       |      | 8    | 10    | 16   |       | 34     |
| Pływanie (szczegóły)            |      | 12   | 13    | 13   |       | 38     |
| Rugby 7 (szczegóły)             |      |      | ●     | 1    |       | 1      |
| Złote medale                    |      | 26   | 29    | 55   |       | 110    |
| Ceremonie                       | ●    |      |       |      | ●     |        |
| Wrzesień                        | 8 Cz | 9 Pt | 10 So | 11 N | 12 Pn | Ogółem |

| ● | Ceremonia otwarcia | ● | Rozgrywane dyscypliny | ● | Finały | ● | Ceremonia zamknięcia |

### Czwartek, 8 września
Rywalizacja w boksie rozpoczęła się jeszcze przed ceremonią otwarcia. Rano odbyło się ważenie oraz losowanie par, następnie zaś odbyły się walki preeliminacyjne.

### Ceremonia otwarcia
Ceremonia otwarcia igrzysk rozpoczęła się w czwartek 8 września 2011 roku o 19:15 czasu lokalnego. Dla sportowców i działaczy przeznaczono połowę z trzech tysięcy miejsc na The Bowl, resztę zaś zajęli zaproszeni goście oraz widzowie, którzy zakupili bilety. Po odegraniu hymnu Wielkiej Brytanii na stadion wkroczyli kolejno zawodnicy z 63 uczestniczących w igrzyskach państw, którym akompaniował Manx Youth and Concert Band. Część formalna składała się z czterech przemówień, po których przy wtórze oficjalnego hymnu Igrzysk wniesiono i wciągnięto na maszt flagę Commonwealth Games Federation. Oficjalnego otwarcia Igrzysk dokonał Edward, hrabia Wesseksu, po czym przysięgę w imieniu zawodników złożyła startująca w skoku wzwyż Reagan Dee.
Program artystyczny ceremonii przygotowało przedsiębiorstwo Walk the Plank z Manchesteru, które przedstawiła jego plany blisko rok wcześniej, do występu w niej angażując miejscową młodzież. Zawierała ona prezentację historii i kultury organizatora igrzysk oraz elementy kultury innych państw Wspólnoty Narodów. Zgromadzonych przywitał bóg morza, Manannan, pojawiły się także inne postacie z mitologii Wyspy Man. Odniesienia historyczne ukazały langskip i inwazję wikingów, a także rozwój chrześcijaństwa na wyspie. Nowoczesność ukazana została pod hasłem „duch młodości” i obejmowała występy gimnastyków oraz specjalistów od parkouru, które przeszły następnie w pokaz muzyki i tańców z całego świata. Kulminacją trwającej łącznie niecałe półtorej godziny ceremonii był pokaz sztucznych ogni, na zakończenie zaś został wykonany hymn Wyspy Man przez miejscową artystkę, Rebeccę Lawrence.
Ceremonia była transmitowana na żywo na internetowej stronie BBC.

### Piątek, 9 września
W piątek odbyły się bokserskie ćwierćfinały oraz mecze eliminacyjne badmintona, gdzie przedturniejowi faworyci – sportowcy z Malezji – w komplecie awansowali do ćwierćfinałów. W drużynowych zawodach gimnastycznych oba złote medale przypadły reprezentantom Anglii, w kolarskim wyścigu na czas zaś triumfowali Australijczycy i Angielki. Spośród siedmiu lekkoatletycznych finałów dwa złote medale przypadły Australijczykom, po jednym zaś zdobyli Namibijka, Walijka, Kenijka, Angielka, a także zawodnicy z RPA oraz Antigui i Barbudy. Na pływackim basenie dominowali Australijczycy pięciokrotnie stając na najwyższym stopniu podium, w pozostałych konkurencjach zwyciężyli natomiast Walijczyk, Szkot, Nowozelandczyk, zawodniczki z Północnej Irlandii i RPA oraz dwoje sportowców z Anglii. Również w pływaniu pierwszy w historii medal Igrzysk Wspólnoty Narodów młodzieży zdobyła reprezentacja gospodarzy. W klasyfikacji medalowej prowadziła zatem Australia przed Anglią, mające odpowiednio dziewięć i siedem złotych medali.

### Sobota, 10 września
W sobotę zmagania rozpoczęli rugbyści, którzy rywalizowali w dwóch czterozespołowych grupach o rozstawienie przed fazą pucharową. W boksie i badmintonie wyłoniono finalistów, natomiast podobnie jak dzień wcześniej złote medale w kolarskim wyścigu ze startu wspólnego podzielili między sobą reprezentanci Anglii i Australii. Zawody w wieloboju gimnastycznym zwycięsko zakończyli Anglik i Walijka. Siedem złotych medali zdobyli pływacy z Australii, w pozostałych konkurencjach triumfowali Nowozelandczyk, Szkot, zawodniczka z Północnej Irlandii oraz trzy Angielki. Na stadionie lekkoatletycznym górą byli Anglicy wygrywając połowę z dziesięciu rozegranych w tym dniu finałów, zwyciężali także Cypryjka, Kenijczyk, Ugandyjka oraz dwóch zawodników z RPA. Anglicy zatem zrównali się z Australijczykami pod względem zdobytych złotych medali, mając ich dziewiętnaście.

### Niedziela, 11 września
W niedzielę odbyły się gimnastyczne konkurencje na poszczególnych przyrządach, pięć złotych medali przypadło reprezentantom Anglii, dwa zdobył zawodnik z Cypru, a po jednym Szkot i dwoje Australijczyków. Turniej rugby na swoją korzyść rozstrzygnęli Anglicy, w kolarskim kryterium ulicznym ponownie triumfowali Australijczyk i Angielka. Badmintonowe finały zdominowali reprezentanci Malezji zdobywając cztery złote medale, piąty zaś przypadł zawodniczce z Indii. W trzech kategoriach wagowych zwyciężyli Australijczycy, bokserzy z Anglii jednak uczynili to pięciokrotnie. Zawodnicy z południowej półkuli w ostatnim dniu zawodów pływackich zdobyli osiem złotych medali – cztery Nowa Zelandia, trzy Australia i jeden RPA – pozostałe pięć natomiast przypadło zawodnikom ze Zjednoczonego Królestwa: dwa Walijczykom, a po jednym Północnej Irlandii, Anglii i Szkocji. Spośród szesnastu lekkoatletycznych finałów sześciokrotnie na najwyższym stopniu podium stanęli sportowcy z Anglii, trzykrotnie zawodnicy z RPA, po dwa złote medale zdobyły Australia, Indie i Kenia, jeden zaś Szkocja. W klasyfikacji medalowej zwyciężyła Anglia mająca 37 złotych medali przy 29 australijskich sportowców.

### Dzień kulturalny
Po zakończeniu zmagań sportowych, a przed ceremonią zamknięcia igrzysk, w poniedziałek 12 września 2011 roku odbył się dzień kulturalny. Ze względu na niesprzyjające warunki pogodowe odwołana została część zaplanowanych atrakcji – pokazy kaskaderskie czy wystawa motocykli. Sportowcy udali się zabytkowym parowozem do Castletown, zwiedzając miasto oraz znajdujący się w nim zabytkowy Castle Rushen, gdzie mieli okazję uczestniczyć w interaktywnych zajęciach związanych z kulturą i historią wyspy, m.in. przygotowywania mikstur leczniczych, wytwarzania strzał, strzelania z łuku, przędzenia czy tkania.

### Ceremonia zamknięcia
Ceremonia zamknięcia odbyła się wieczorem 12 września 2011 roku. Po przemarszu Douglas Promenade przy akompaniamencie zespołu SambaMann zawodnicy, działacze i zaproszeni goście zebrali się w Villa Marina, gdzie półgodzinne motocyklowe kaskaderskie show zaprezentował Steve Colley. Część formalna, na której byli obecni szef ministrów Wyspy Man Tony Brown oraz jej gubernator porucznik, Adam Wood, składała się z kilku przemówień, a po odegraniu hymnu wyspy igrzyska oficjalnie zamknął Michael Fennell, prezydent Commonwealth Games Federation. Ceremonialny Quaich został przekazany delegacji Samoa – organizatorom tych zawodów w 2015 roku – którzy zaprezentowali tradycyjną samoańską muzykę oraz taniec ognia. Następnie odbyło się przyjęcie, podczas którego odbył się pięćdziesięciominutowy koncert Davy Knowlesa oraz występy miejscowych zespołów i DJ-ów. Zaplanowany na zakończenie pokaz fajerwerków został odwołany z powodu niekorzystnej pogody.

## Klasyfikacja medalowa
kraje, które zdobyły co najmniej jeden złoty medal
     kraje, które zdobyły co najmniej jeden srebrny medal
     kraje, które zdobyły co najmniej jeden brązowy medal
     kraje, które nie zdobyły żadnego medalu
     kraje, które nie są członkami CGF

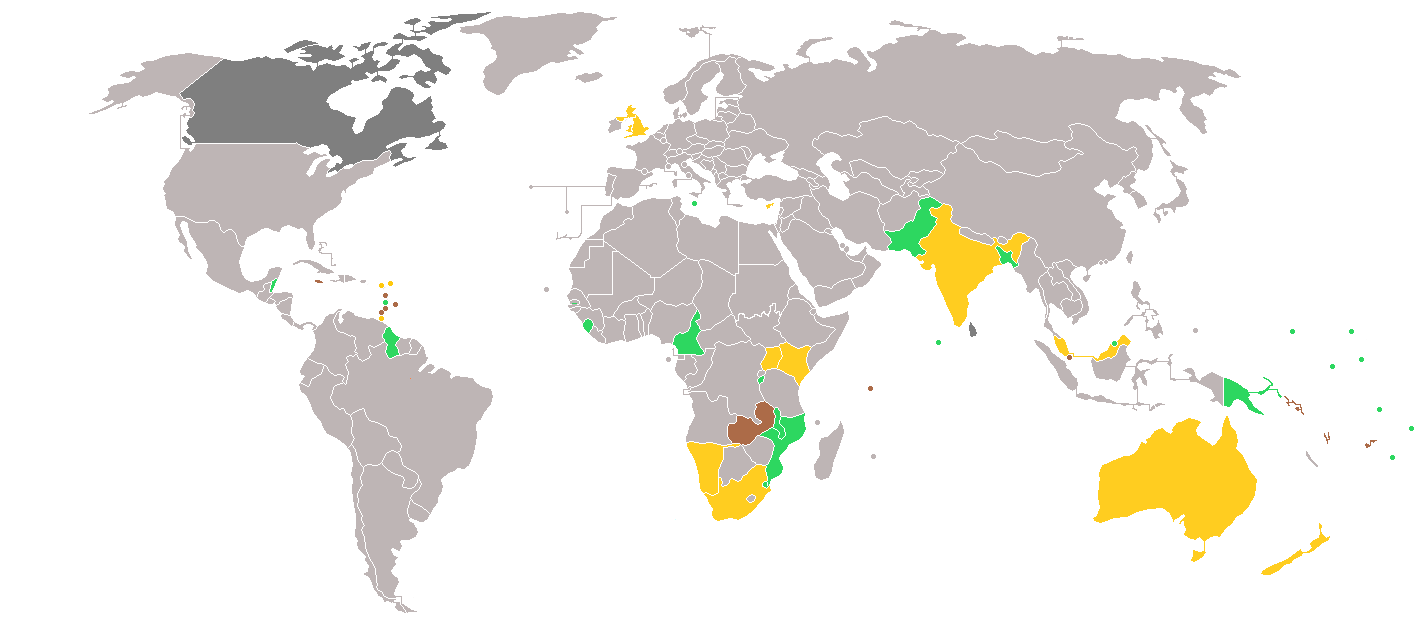
kraje, które zdobyły co najmniej jeden złoty medal
kraje, które zdobyły co najmniej jeden srebrny medal
kraje, które zdobyły co najmniej jeden brązowy medal
kraje, które nie zdobyły żadnego medalu
kraje, które nie są członkami CGF

Spośród 63 uczestniczących krajów, zawodnicy reprezentujący 31 z nich zdobyli przynajmniej jeden medal. Najwięcej medali, zarówno złotych, jak i ogółem, zdobyli zawodnicy z Anglii.
Nierówna liczba medali poszczególnych kolorów wynika z przyznawania brązowych medali obu przegranym półfinalistom w boksie, dwóch brązowych medali ex aequo w pływackim wyścigu na 400 metrów stylem zmiennym kobiet, natomiast w trzech konkurencjach lekkoatletycznych – skoku wzwyż oraz męskim trójskoku – nie przyznano kompletów medali z powodu zbyt nielicznej obsady. W obu tych męskich konkurencjach medal otrzymał jedynie zwycięzca, do zawodów przystąpiło bowiem trzech zawodników, w żeńskiej zaś medale otrzymały dwie spośród czterech startujących zawodniczek.
Miejsca w klasyfikacji są uszeregowane względem koloru medalu.
| Lp. | Państwo             | Złoto | Srebro | Brąz | Razem |
| --- | ------------------- | ----- | ------ | ---- | ----- |
| 1   | Anglia              | 37    | 24     | 16   | 77    |
| 2   | Australia           | 29    | 28     | 17   | 74    |
| 3   | Południowa Afryka   | 8     | 7      | 15   | 30    |
| 4   | Nowa Zelandia       | 6     | 6      | 8    | 20    |
| 5   | Walia               | 5     | 11     | 10   | 26    |
| 6   | Szkocja             | 5     | 6      | 11   | 22    |
| 7   | Kenia               | 4     | 4      | 2    | 10    |
| 8   | Malezja             | 4     | 2      | 1    | 7     |
| 9   | Indie               | 3     | 3      | 3    | 9     |
| 10  | Irlandia Północna   | 3     | 2      | 3    | 8     |
| 11  | Cypr                | 3     | 0      | 3    | 6     |
| 12  | Uganda              | 1     | 3      | 1    | 5     |
| 13  | Antigua i Barbuda   | 1     | 1      | 0    | 2     |
| 14  | Namibia             | 1     | 0      | 0    | 1     |
| 15  | Kanada              | 0     | 6      | 10   | 16    |
| 16  | Wyspa Man           | 0     | 2      | 1    | 3     |
| 17  | Sri Lanka           | 0     | 1      | 1    | 2     |
| 18  | Jersey              | 0     | 1      | 0    | 1     |
| 18  | Saint Lucia         | 0     | 1      | 0    | 1     |
| 20  | Botswana            | 0     | 0      | 2    | 2     |
| 20  | Jamajka             | 0     | 0      | 2    | 2     |
| 22  | Barbados            | 0     | 0      | 1    | 1     |
| 22  | Dominika            | 0     | 0      | 1    | 1     |
| 22  | Mauritius           | 0     | 0      | 1    | 1     |
| 22  | Saint Kitts i Nevis | 0     | 0      | 1    | 1     |
| 22  | Singapur            | 0     | 0      | 1    | 1     |
| 22  | Tonga               | 0     | 0      | 1    | 1     |
| 22  | Trynidad i Tobago   | 0     | 0      | 1    | 1     |
| 22  | Turks i Caicos      | 0     | 0      | 1    | 1     |
| 22  | Wyspy Salomona      | 0     | 0      | 1    | 1     |
| 22  | Zambia              | 0     | 0      | 1    | 1     |
|     | Razem               | 110   | 108    | 116  | 334   |

## Media
Sygnał telewizyjny ze wszystkich konkurencji produkowała Greenlight Television. Transmisje przeprowadziły m.in. Setanta i SuperSport w Afryce, SKY TV w Nowej Zelandii, TEN Sports w Indiach, StarHub TV w Singapurze, CBC w Kanadzie, SBS w Australii, w Wielkiej Brytanii zaś BBC, S4C oraz regionalne kanały ITV, a także lokalne stacje z Falklandów, Gambii i Wyspy Świętej Heleny. Relacje były również dostępne na oficjalnym kanale YouTube.